# Wörth (Ortsbezirk)
Wörth ist der bevölkerungsreichste Ortsbezirk und der Kernbereich der Stadt Wörth am Rhein in Rheinland-Pfalz im Landkreis Germersheim. Er liegt zwischen Rhein und dem Ostrand des Bienwaldes.

## Lage
Der Ortsbezirk liegt im Nordosten des Stadtgebietes von Wörth am Rhein. Im Osten liegt jenseits des Rheins Karlsruhe, im Süden der ebenfalls zur Stadt gehörende Ortsbezirk Maximiliansau, im Westen der Ortsbezirk Büchelberg, im Nordwesten die Ortsgemeinde Kandel sowie im Norden die Ortsgemeinden Rheinzabern, Jockgrim und Neupotz.
Zum Ortsbezirk Wörth gehören auch die Wohnplätze Hof in den alten Stücken, Ludwigsau, Rheinhof, Vorlacherhof und Hof beim Gänsgrund.

## Geschichte
Am 10. Juni 1979 wurde aus der Verbandsgemeinde Wörth eine verbandsfreie Stadt, in der vier Ortsbezirke anstelle der ursprünglich  bestehenden vier Ortsgemeinden Büchelberg, Maximiliansau, Schaidt und Wörth eingerichtet wurden.
Die Grenzen der Ortsbezirke richten sich dabei laut Hauptsatzung der Stadt weitestgehend nach den Gemarkungsgrenzen der früheren Gemeinden entsprechend dem Gebietsstand vom 8. beziehungsweise 10. Juni 1979. Lediglich die Grenze zwischen den Ortsbezirken Büchelberg und Wörth wird abweichend von westlichen Rand der im Bienwald verlaufenden Buchstraße gebildet.

## Politik

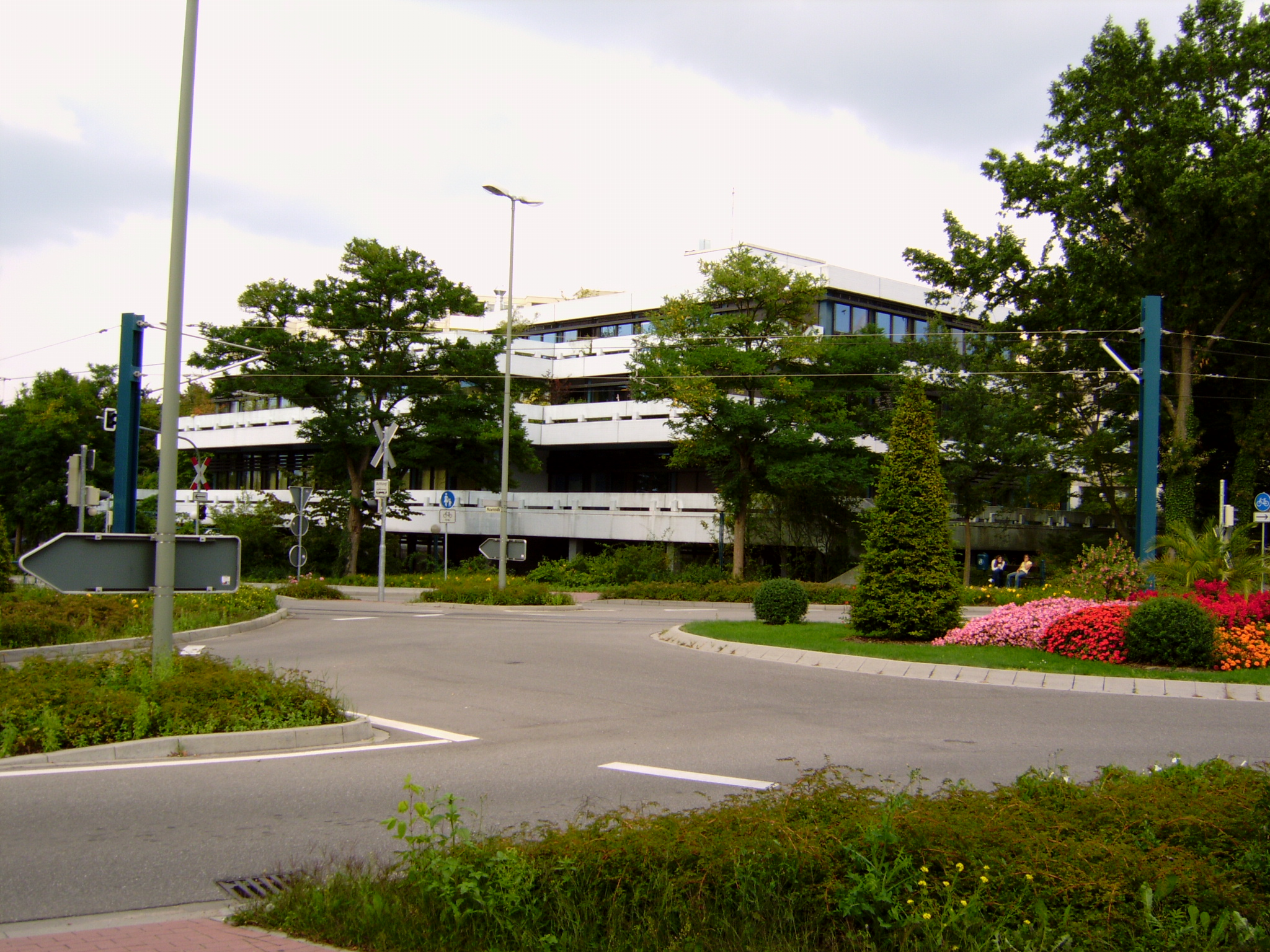
Das Rathaus von Wörth.

### Ortsbezirk
Der Ortsteil Wörth ist einer von vier Ortsbezirken der Stadt Wörth am Rhein und wird von einem Ortsbeirat sowie einem Ortsvorsteher politisch vertreten.

### Ortsbeirat
Der Ortsbeirat besteht aus 15 Mitgliedern, die bei der Kommunalwahl am 9. Juni 2024 in einer personalisierten Verhältniswahl gewählt wurden, und dem ehrenamtlichen Ortsvorsteher als Vorsitzendem.
Die Sitzverteilung im Ortsbeirat:
| Wahl | SPD | CDU | FDP | Grüne | FWG | Gesamt   |
| ---- | --- | --- | --- | ----- | --- | -------- |
| 2024 | 5   | 5   | 1   | 1     | 3   | 15 Sitze |
| 2019 | 6   | 5   | 2   | 2     | –   | 15 Sitze |
| 2014 | 7   | 5   | 1   | 2     | –   | 15 Sitze |
| 2009 | 7   | 6   | 1   | 1     | –   | 15 Sitze |
| 2004 | 6   | 7   | 1   | 1     | –   | 15 Sitze |

- FWG = Freie Wähler Gruppe Bienwald e. V.

### Ortsvorsteher
- 1979–1984: Günter Klein (CDU)
- 1984–1986: Gerhard Bold (CDU)
- 1986–1989: Rolf Bähr (CDU)
- 1989–2004: Günther Tröscher (SPD)
- 2004–2021: Roland Heilmann (SPD)
- seit 2021: Helmut Wesper (SPD)

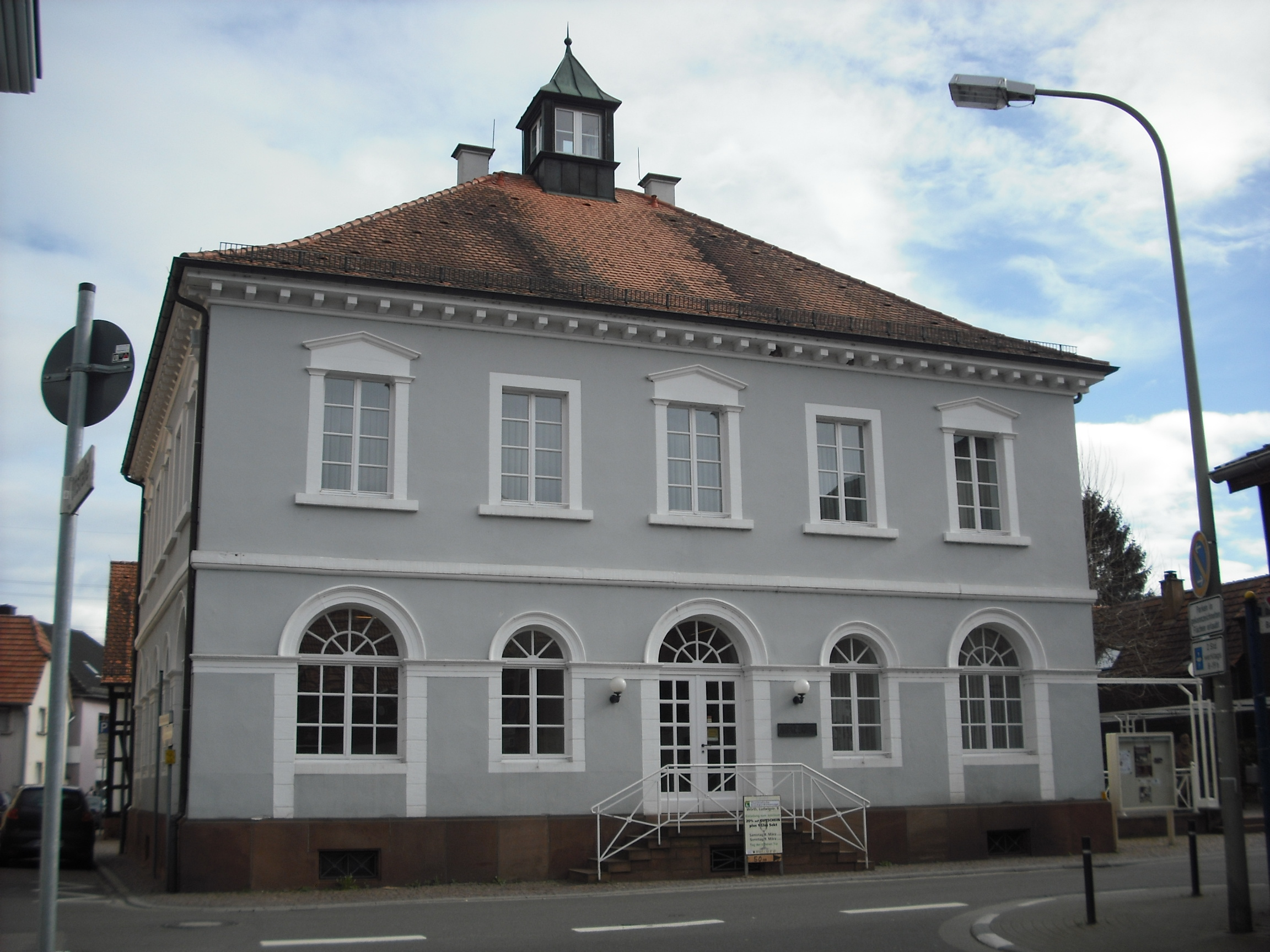
Das alte Rathaus.

Bei der Direktwahl am 26. Mai 2019 wurde Roland Heilmann mit einem Stimmenanteil von 75,38 % in seinem Amt bestätigt. Da Heilmann das Amt zum 1. April 2021 niederlegte, fand am 14. März 2021 eine Neuwahl statt, die Helmut Wesper (SPD) im ersten Wahlgang mit 51,3 % gegen zwei Mitbewerber gewann. Bei der Direktwahl am 9. Juni 2024 wurde Helmut Wesper als einziger Bewerber mit 72,0 % für weitere fünf Jahre in seinem Amt bestätigt.